# Goniocidaris tubaria
Goniocidaris tubaria is een zee-egel uit de familie Cidaridae.
De wetenschappelijke naam van de soort werd in 1816 gepubliceerd door Jean-Baptiste de Lamarck. Goniocidaris tubaria heeft erg forse stekels die bezet zijn met doornen. Hij kan een breedte tot 10 centimeter bereiken, exclusief stekels. Deze zee-egel leeft voor de kust van Australië.  